# Xã Scott, Quận Adams, Bắc Dakota
Xã Scott (tiếng Anh: Scott Township) là một xã thuộc quận Adams, tiểu bang Bắc Dakota, Hoa Kỳ. Năm 2010, dân số của xã này là 106 người.